# North Hampton (Ohio)
North Hampton è un villaggio degli Stati Uniti d'America, situato nello stato dell'Ohio, nella contea di Clark.